# James M. Shafter
James McMillan Shafter (* 27. Mai 1816 in Athens, Vermont; † 29. August 1892 in San Francisco, Kalifornien) war ein US-amerikanischer Anwalt, Richter und Politiker, der von 1842 bis 1849 Secretary of State von Vermont war.

## Leben
James M. Shafter wurde am 27. Mai 1816 in Athens geboren. Er schloss die Wesleyan University ab und erhielt die Zulassung zum Anwalt. In das Repräsentantenhaus von Vermont wurde Shafter für die Whig Party als Abgeordneter bereits mit 20 Jahren gewählt. Im Jahr 1841 gewann er die Wahl für das Amt des Secretary of State. Dieses Amt übte er von 1842 bis 1849 aus. Im Jahr 1850 zog er nach Sheboygan, Wisconsin. Shafter kandidierte im Jahr 1852 erfolglos für einen Sitz für Wisconsin im Kongress der Vereinigten Staaten. Von 1850 bis 1856 war er Mitglied der Wisconsin State Assembly und im Jahr 1851 deren Speaker. Als er im Jahr 1855 zum Richter am District Court in Wisconsin gewählt wurde, lehnte er ab und zog im Jahr 1856 nach Kalifornien.
Dort eröffnete er im Jahr 1858 gemeinsam mit seinem Bruder Oskar Shafter eine Anwaltskanzlei. Abgeordneter im Senat von Kalifornien für das San Francisco County war er von 1862 bis 1864. Im Jahr 1862 war er zudem Präsident pro Tempore des Senats. In dieser Zeit war er auch der Präsident pro Tempore des Senats. Er kaufte Land im Marin County und gründete die Stadt Inverness. Dort war er gleichzeitig noch Landbesitzer, Farmer und züchtete Kühe und Pferde. Als Delegierter nahm er an der California Constitution Convention in Sacramento im Jahr 1878 teil. Von 1889 bis 1890 war Shafter Richter am San Francisco Superior Court.
Shafter war mit Julia Hubbard verheiratet. Das Paar hatte drei Kinder.